# Canton de Saint-Brevin-les-Pins
Le canton de Saint-Brevin-les-Pins est une circonscription électorale française du département de la Loire-Atlantique créée par le décret du 25 février 2014 et entrée en vigueur lors des premières élections départementales suivant la publication du décret.

## Histoire
Un nouveau découpage territorial de la Loire-Atlantique entre en vigueur à l'occasion des élections départementales de 2015. Il est défini par le décret du 25 février 2014, en application des lois du 17 mai 2013 (loi organique 2013-402 et loi 2013-403). Les conseillers départementaux sont, à compter de ces élections, élus au scrutin majoritaire binominal mixte. Les électeurs de chaque canton élisent au Conseil départemental, nouvelle appellation du Conseil général, deux membres de sexe différent, qui se présentent en binôme de candidats. Les conseillers départementaux sont élus pour 6 ans au scrutin binominal majoritaire à deux tours, l'accès au second tour nécessitant 12,5 % des inscrits au 1er tour. En outre la totalité des conseillers départementaux est renouvelée. Ce nouveau mode de scrutin nécessite un redécoupage des cantons dont le nombre est divisé par deux avec arrondi à l'unité impaire supérieure si ce nombre n'est pas entier impair, assorti de conditions de seuils minimaux. Dans la Loire-Atlantique, le nombre de cantons passe ainsi de 59 à 31.
Le nouveau canton de Saint-Brevin-les-Pins est formé de communes des anciens cantons de Paimbœuf (3 communes), de Saint-Père-en-Retz (3 communes) et du Pellerin (3 communes). Avec ce redécoupage administratif, le territoire du canton s'affranchit des limites d'arrondissements, avec 6 communes incluses dans l'arrondissement de Saint-Nazaire et trois dans celui de Nantes. Le bureau centralisateur est situé à Saint-Brevin-les-Pins.

## Représentation
| Période élective | Période élective | Mandat | Mandat   | Identité                  | Nuance | Nuance | Qualité |
| ---------------- | ---------------- | ------ | -------- | ------------------------- | ------ | ------ | --- |
| 2015             | 2021             | 2015   | 2021     | Marie-Christine Curaudeau |        | DVD    | Adjointe au maire du Pellerin                                                                                 |
| 2015             | 2021             | 2015   | 2021     | Yannick Haury             |        | LREM   | Pharmacien Maire de Saint-Brevin-les-Pins (2007-2017) Elu député En Marche ! de Loire-Atlantique en juin 2017 |
| 2021             | 2028             | 2021   | en cours | Marie-Christine Curaudeau |        | DVD    | Adjointe au maire du Pellerin                                                                                 |
| 2021             | 2028             | 2021   | en cours | Thierry Deville           |        | DVD    | Adjoint au maire de Saint-Brevin-les-Pins                                                                     |

### Résultats détaillés

#### Élections de mars 2015
À l'issue du 1er tour des élections départementales de 2015, deux binômes sont en ballottage : Marie-Christine Curaudeau et Yannick Haury (Union de la Droite, 39,63 %) et Chantal Leduc-Bouchaud et Pascal Pras (Union de la Gauche, 25,2 %). Le taux de participation est de 51,41 % (16 946 votants sur 32 961 inscrits) contre 50,7 % au niveau départemental et 50,17 % au niveau national.
Au second tour, Marie-Christine Curaudeau et Yannick Haury (Union de la Droite) sont élus avec 57,11 % des suffrages exprimés et un taux de participation de 48,88 % (8 487 voix pour 16 112 votants et 32 960 inscrits).

#### Élections de juin 2021
Le premier tour des élections départementales de 2021 est marqué par un très faible taux de participation (33,26 % au niveau national). Dans le canton de Saint-Brevin-les-Pins, ce taux de participation est de 28,02 % (10 192 votants sur 36 376 inscrits) contre 31,09 % au niveau départemental. À l'issue de ce premier tour, deux binômes sont en ballottage : Marie-Christine Curaudeau et Thierry Deville (DVD, 53,31 %) et Xavier Arnaud et Farida Mellal-Tebib (DVG, 46,69 %).
Le second tour des élections est marqué une nouvelle fois par une abstention massive équivalente au premier tour. Les taux de participation sont de 34,36 % au niveau national, 32,4 % dans le département et 29,2 % dans le canton de Saint-Brevin-les-Pins. Marie-Christine Curaudeau et Thierry Deville (DVD) sont élus avec 53,23 % des suffrages exprimés (5 363 voix pour 10 623 votants et 36 383 inscrits),,.

## Composition
Le canton de Saint-Brevin-les-Pins comprend neuf communes entières.
| Nom                                           | Code Insee | Intercommunalité   | Superficie (km2) | Population (dernière pop. légale) | Densité (hab./km2) | Modifier                                    |
| --------------------------------------------- | ---------- | ------------------ | ---------------- | --------------------------------- | ------------------ | ------------------------------------------- |
| Saint-Brevin-les-Pins (bureau centralisateur) | 44154      | CC du Sud Estuaire | 19,29            | 14 645 (2022)                     | 759                | modifier les données · modifier les données |
| Corsept                                       | 44046      | CC du Sud Estuaire | 23,62            | 2 615 (2022)                      | 111                | modifier les données · modifier les données |
| Frossay                                       | 44061      | CC du Sud Estuaire | 57,22            | 3 289 (2022)                      | 57                 | modifier les données · modifier les données |
| La Montagne                                   | 44101      | Nantes Métropole   | 3,64             | 6 523 (2022)                      | 1 792              | modifier les données · modifier les données |
| Paimbœuf                                      | 44116      | CC du Sud Estuaire | 2,00             | 3 030 (2022)                      | 1 515              | modifier les données · modifier les données |
| Le Pellerin                                   | 44120      | Nantes Métropole   | 30,65            | 5 335 (2022)                      | 174                | modifier les données · modifier les données |
| Saint-Jean-de-Boiseau                         | 44166      | Nantes Métropole   | 11,40            | 6 024 (2022)                      | 528                | modifier les données · modifier les données |
| Saint-Père-en-Retz                            | 44187      | CC du Sud Estuaire | 62,72            | 4 701 (2022)                      | 75                 | modifier les données · modifier les données |
| Saint-Viaud                                   | 44192      | CC du Sud Estuaire | 32,63            | 2 846 (2022)                      | 87                 | modifier les données · modifier les données |
| Canton de Saint-Brevin-les-Pins               | 4423       |                    | 243,17           | 49 008 (2022)                     | 202                | modifier les données                        |

## Démographie
En 2022, le canton comptait 49 008 habitants, en évolution de +4,72 % par rapport à 2016 (Loire-Atlantique : +6,68 %, France hors Mayotte : +2,11 %).
| 2013   | 2018   | 2022   |
| ------ | ------ | ------ |
| 44 987 | 47 548 | 49 008 |